# Llegat de sang (pel·lícula de 2001)
Llegat de sang  (títol original: The breed) és una pel·lícula estatunidenco-hongaresa dirigida per Michael Oblowitz, estrenada l'any 2001. Ha estat doblada al català

## Argument
L'agent de l'FBI Steven Grant ha de fer-se càrrec d'un cas que no li agrada gens, investigar a un ex-vampir que té la ferma intenció de treure a la llum un pla que prepara el govern per integrar als vampirs a la societat. Juntament amb el seu nou company, un vampir reconvertit en policia, Grant segueix les pistes fins a donar amb el cau d'una vampir especialment bella, Lucy. Per Grant és difícil confiar en ella, però quan s'adona, està enamorat de Lucy. Ara la línia entre els bons i els dolents comença a difuminar-se per a ell, i corre el perill que el seu següent moviment sigui l'últim i mortal.

## Repartiment
- Adrian Paul: Aaron Gray
- Bokeem Woodbine: Steve Grant
- Bai Ling: Lucy Westenra
- Péter Halász: Cross
- James Booth: Fleming
- Ming Lo: Seward
- Paul Collins: Calmet
- Debbie Javor: Cap de Secció
- Reed Diamond: Phil
- John Durbin: Boudreaux
- Zen Gesner: West
- István Göz: Dr. Orlock
- William Hootkins: Fusco
- Norbert Növényi: Soldat nazi #1
- Dianna Camacho: Dr. Bathory

## Al voltant de la pel·lícula
- El rodatge va començar el 31 d'octubre de 2000 i s'ha desenvolupar a Budapest i Tura, a Hongria.
- El nom dels diferents vampirs fa referència als clàssics del gènere: Graf Orlok a Nosferatu (1922), Lucy Westenra a Dracula (1922)...